# Abi Youcef
Abi Youcef (în arabă أبى يوسف) este o comună din provincia Tizi Ouzou, Algeria.
Populația comunei este de 7.693 de locuitori (2008<ref name="tiziouzou-dz.com">).